# Joseph Maximilian Dreyer
Joseph Maximilian Dreyer (* um 1789 in Konstanz; † 19. Jh.) war ein deutscher Jurist und Politiker.

## Lebenslauf

### Ausbildung und erste Arbeitsjahre
Joseph Maximilian Dreyer wurde um 1789 in Konstanz als Sohn eines Regierungsrates geboren. Von 1807 bis 1809 studierte er Rechtswissenschaften an der Albert-Ludwigs-Universität Freiburg und bestand 1810 das erste, 1819 das zweite juristische Staatsexamen. Danach arbeitete Dreyer ab 1810 als Rechtspraktikant und bis 1812 beim Ersten Landamt Freiburg. Ab 1812 wurde er zweiter, ab 1813 erster Aktuar und ab 1819 Amtsassessor in Stockach. 1821 wechselte Dreyer nach Rastatt, wo er zunächst als Amtsassessor und ab 1823 als Amtmann arbeitete.

### Zeit als Amtsvorstand und Oberamtmann
Ab 1828 war Dreyer beim Bezirksamt Tauberbischofsheim beschäftigt, wo er Amtsvorstand, vergleichbar mit einem heutigen Landrat, war. Diesen Posten hatte er bis zu seinem Wechsel an das Bezirksamt Mosbach 1830 inne. In Mosbach arbeitete Dreyer ab 1830 ebenfalls als Amtsvorstand und ab 1831 als Oberamtmann. 1834 wechselte Dreyer zum Bezirksamt Waldshut und 1846 zum Bezirksamt Blumenfeld, wo er jeweils als Amtsvorstand arbeitete.

### Beteiligung an der Badischen Revolution
Am 21. Mai 1849 wurde Dreyer von der Badischen Revolutionsregierung als provisorischer Direktor des Seekreises eingesetzt. Nach der militärischen Niederschlagung der Badischen Revolution durch Bundestruppen unter preußischer Führung wurde Dreyer am 3. November 1849 „wegen Beteiligung am Hochverrat“ aus dem Staatsdienst entlassen.

### Umzug und letzte Berufsjahre in Selbstständigkeit
Ab 1852 lebte Dreyer in Radolfzell am Bodensee und zog 1855 nach Überlingen, wo er ein Geschäfts-Bureau, unter anderem zur Beitreibung von Ausständen, aufbaute.